# Jorge Claudio Morhain
Jorge Claudio Morhain Suárez (Ciudad Autónoma de Buenos Aires, 9 de abril de 1942) es un escritor, dramaturgo, guionista, historietista, periodista, traductor, museólogo, divulgador científico y bibliotecólogo argentino.

## Biografía

### Infancia y adolescencia
Nacido en Buenos Aires, Morhain se trasladó a Máximo Paz, un pueblo de la Provincia de Buenos Aires, a la edad de diez años. Asistió a cursos de dibujo en la Escuela Panamericana de Arte y estudió Meteorología como becario.
Sus primeros dibujos para la revista "Delito" fueron rechazados por la editorial Divito, pero sus guiones causaron buena impresión en los responsables. 
Escribe guiones desde 1956, tomando la decisión de dedicarse al cómic luego de descubrir un episodio ("Muerte en el desierto") de la serie "Sargento Kirk", historieta novelada de Héctor Germán Oesterheld. Publica desde 1960.

### Inicios profesionales
A continuación, Morhain comenzó a escribir guiones y argumentos para las revistas "Casco de Acero" y Tucson de la editorial Gente Joven, donde trabajaba Andrés Cascioli. En ella también se publicaban obras como "El gnomo Pimentón" y "Langostino, el navegante solitario" de Oscar Blotta y Eduardo Ferro respectivamente. 
Pasó por las editoriales Mopasa y Tynset entre otras, y se dedicó particularmente a producir guiones originales de ciencia ficción, de vaqueros, bélicos y costumbristas. Durante este período, sus guiones impresionaron a Eugenio Zoppi, que más tarde lo llevó a trabajar en el equipo de la historieta "Mac Perro", de la revista Billiken.
Morhain ha escrito los guiones de numerosos episodios basados en series de televisión y también varios capítulos de cómics de "Súperman", "El planeta de los simios (película de 1968)", "Capitán Escarlata" y muchos otros, alternando con dibujantes y guionistas de su misma generación como Horacio Altuna, Domingo Mandrafina, Ángel (Lito) Fernández, y Gianni Dalfiume.

### Madurez
En 1970 pasó a la Editorial Columba, donde escribió guiones para Altuna, tradujo del inglés y del francés y escribió los guiones de las series "Álamo Jim", "El Cabo Savino", "Pehuén Curá", "Martín Toro", "Ted Marlow", "Kabul de Bengala", "Argón el Terrible" y "Tres por la Ley", entre otros. Casi todas estas historias son gauchescas.
En la década de 1970 trabajó para Ediciones Récord, dirigida por Alfredo Scutti. Suyos fueron los guiones de fotonovelas para las series "Kiling", "Mujer Araña" y "Goldrake" entre otras, y luego pasó al personal de la revista de cómics "Skorpio", escribiendo policiales negros (con Gustavo Trigo) y numerosos guiones sueltos, especialmente bélicos y de ciencia ficción. Para las revistas infantiles de la editorial realizó los guiones de las series "El Chavo", "El Chapulín Colorado" y demás personajes de Chespirito. En la revista Mundo Infantil publicó "El Pibe Maravillas".
Alrededor de 1990 escribió los guiones de "El Chasqui" (dibujos de Ascanio y su hermano Mario Morhain), "El Arriero" (dibujos de Casalla y Reynoso), "Cuentos de troperos", "El Arribeño", "¡Martina!", "Shangai Lil" y "Falta Envido", traduciendo entretanto decenas de cómics extranjeros.

### Carrera política (1993-2000)
Morhain fue Subsecretario de Cultura, Educación y Turismo de Cañuelas en 1993 y Director del Museo y Archivo Histórico de la misma ciudad (1997-2000).
Por pedido de Alberto Bróccoli fue llamado al diario "La Hoja" para trabajar en su suplemento infantil "La Hojita", dirigido por Norberto Firpo. Allí escribió cuentos infantiles, artículos periodísticos (para el diario), enigmas policiales y la historieta "La Pandilla 101". Asimismo trabajó para el suplemento infantil del diario La Nación. En 1996 el suplemento cerró y Morhain fue despedido, a pesar de que también se desempeñaba como periodista, entrevistador y corresponsal en el interior del país.
Escribió para los personajes "Samos", "Capitán Sagitario", "Barbeta y Grunchi", "Mac Perro", "Gaby, Fofó y Miliki", "Vinchita", "Luciérnaga Luna" y "Lock Olmo" para la Editorial Atlántida, así como numerosas historietas unitarias y cuentos infantiles. A pesar de la calidad de su labor, Atlántida lo despidió a raíz de la crisis económica argentina de 2001.

### SigloXXIy actualidad
Luego de pasar por la política, Morhain vive actualmente en el pueblo que lo acogió de niño. Está casado, tiene tres hijos y dos nietos, Tomás Pablo y Carola Josefina Morhain.
Actualmente se desempeña como bibliotecario (especialidad de la que también posee título profesional). Posee también un Master en Cultura Argentina.
Como dramaturgo se destaca El viajero de la eternidad, su adaptación de la clásica historieta argentina de ciencia ficción El Eternauta, escrita originalmente por Héctor Germán Oesterheld. La pieza fue puesta en escena por la compañía de la Comedia de la Provincia de Buenos Aires bajo la dirección de Siro Colli y Gustavo Alonso, y verificó diez funciones a sala llena en la Sala Astor Piazzolla del Teatro Argentino de La Plata en 2007.
Escribió las historias de El Topo Gigio y Detective se necesita junto con varios cuentos para la revista Jardincito, y redactó notas de opinión para la revista Caras y Caretas (3ª Época). Divulgador científico, publicó numerosos artículos en la revista "Descubrir", y actualmente publica en la revista de turismo Week End, ambas de Editorial Perfil.

## Obra
Morhain publicó obras, textos, artículos, cuentos e historietas en muchas revistas argentinas de actualidad, crucigramas, cómics y periodismo. Fue guionista de semidocumentales de televisión, ensayista y cineasta. Ha publicado un ensayo, una novela, dos libros de cuentos para niños, varias obras de teatro y un libro de poesía. El total de sus guiones de historietas asciende a casi 9.000, cifra que incluye un millar que permanecen inéditos. Lleva escritos alrededor de 800 cuentos.
Aclaración: Todas las listas son no-exhaustivas

### Editoriales
- Editorial Gente Joven
- Editorial Mopasa
- Editorial Tynset
- Editorial Atlántida
- Editorial Columba
- Editorial Récord
- Editorial Perfil
- Editorial Torres Agüero
- Editorial Del Quirquincho
- Editorial Lumen
- Editorial Corregidor

### Medios

#### Diarios
- La Hoja
- La Nación

#### Revistas
- Billiken
- Delito
- Jardincito
- Caras y Caretas
- Para Ti
- TV Guía
- Satiricón
- Casco de acero
- Tucson
- Intervalo
- Bang!
- Paja
- Fierro
- Rambo
- La Patria Peronista (El Descamisado)
- TOP Maxistorietas
- El Huinca
- Turay
- Mundo Infantil
- Week End

### Historietas
- La Calesita
- Mac Perro
- Superman
- El Planeta de los Simios
- Capitán Escarlata
- El Cabo Savino
- Álamo Jim
- Pehuén Curá
- Martín Toro
- Ted Marlow
- Kabul de Bengala
- Argón
- Tres por la Ley
- El Chasqui
- El Arriero
- Cuentos de Troperos
- El Arribeño
- ¡Martina!
- Falta Envido
- La Hormiguita Viajera
- Meteoro
- Ultratumba
- Kung Fu
- El Pato Donald
- Bonanza
- 2 de abril
- Shangai Lil
- Samos
- Capián Sagitario
- Barbeta y Grunchi
- Mac Perro
- Gaby, Fofó y MIliki
- Vinchita
- Luciérnaga Luna
- Lock Olmo
- La Pandilla 101
- Sabina
- Juampi
- El Chavo del 8
- El Chapulín Colorado
- Gatito
- El Pibe Maravillas
- El gaucho Alpargatas
- El Sátiro Virgen
- Rambo
- 500 años de guerra al imperialismo
- El Huinca
- Poncho Muerto
- Manuscritos Apócrifos de la Conquista
- El Gaucho Carayá
- Mi cámara, yo, y...
- Krantz
- Río de estrellas

### Novela
- Samos contra los Uránidas

### Colecciones de cuentos
- Malos tiempos para Drácula
- Amores con guardapolvos

### Poesía
- En el fondo de mi calle

### Cine
- Más allá de la aventura (largometraje)

### Ensayo
- La Argentina premonitoria

### Teatro
- Yo y las mujeres
- Circo
- El viajero de la eternidad
- Obras de Antón Chéjov (como actor)
- La Nona, de Roberto Cossa (como actor)

### Divulgación científica
- Revista Descubrir

### Otros trabajos/misceláneas
- Cuentos femeninos
- Guiones de historietas sobre series de televisión
- Historietas históricas
- Programas semidocumentales nunca emitidos
- Crucigramas

## Libros publicados
- Samos contra los Uránidas (novela de ciencia ficción), Torres Agüero Editor, Buenos Aires, 1989. ISBN 950-549-196-4
- Amores con Guardapolvos (cuentos románticos infantiles), Magisterio del Río de la Plata, Buenos Aires, 1993. ISBN 950-550-124-2
- Malos tiempos para Drácula (cuentos de terror y humor para jóvenes y adultos), Coquena Grupo editor/Libros del Quirquincho - Letra Negra, Buenos Aires, 1996. ISBN 950-737-253-9
- En el fondo de mi calle (poesía para nivel inicial), Coquena Grupo editor / Libros del Quirquincho - Plan de Lectura, Buenos Aires, 1997. ISBN 950-737-454-X
- El Viajero de la Eternidad (teatro, sobre "El Eternauta" de Oesterheld), Tercer Premio del Concurso Nacional de Teatro "Enrique Santos Discépolo" de la Subsecretaría de Cultura y Educcación de la Provincia de Buenos Aires. En: Teatro 2001, Corregidor, Buenos Aires, 2003. ISBN 950-05-1462-1